# Louise van Sleeswijk-Holstein-Sonderburg-Glücksburg

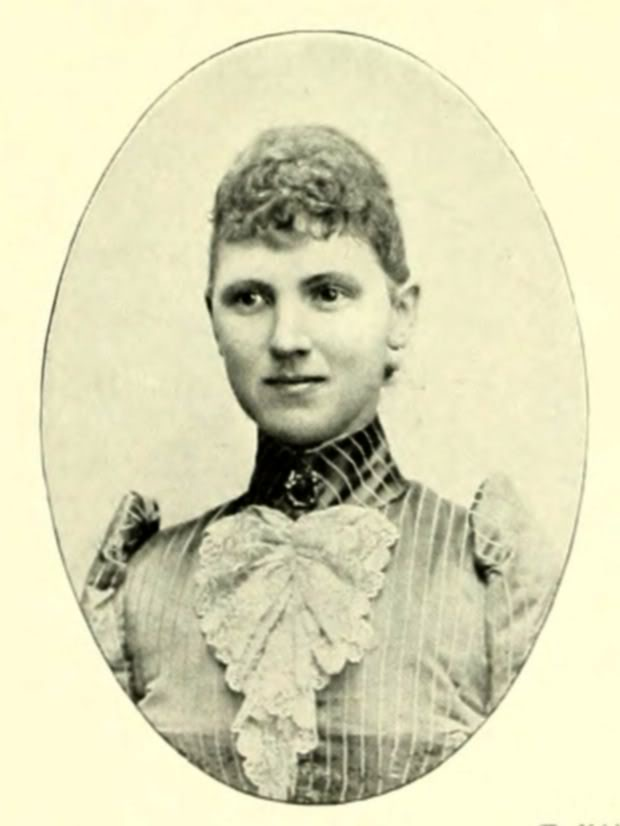
Louise van Sleeswijk-Holstein-Sonderburg-Glücksburg

Louise Caroline Juliana van Sleeswijk-Holstein-Sonderburg-Glücksburg (Kiel, 6 januari 1858 - Marburg, 2 juli 1936) was een Duitse prinses.
Zij was de dochter van Frederik II van Sleeswijk-Holstein-Sonderburg-Glücksburg en Adelheid van Schaumburg-Lippe.
Op 29 april 1891 trouwde ze met George Victor van Waldeck-Pyrmont (de vader van de Nederlandse koningin Emma) die sinds 1888 weduwnaar was van Helena van Nassau). Derhalve was Louise de stiefmoeder van de 7 maanden jongere Emma, stiefgrootmoeder van koningin Wilhelmina en vanaf 1909 zelfs de stief-overgrootmoeder van Juliana. Ze overleed anderhalf jaar vóór de geboorte van haar stief-achterachterkleinkind Beatrix. Daar komt bij dat ze 41 jaar jonger was dan haar stief-schoonzoon Willem III, die reeds overleden was toen zij met de vader van koningin Emma huwde. Louise overleefde meerdere kinderen van haar echtgenoot, die in feite haar leeftijdsgenoten waren.
Het paar kreeg één zoon, Walraad Frederik (1892-1914)